# Daniel Contin
Daniel Contin (La Plata, Argentinië, 25 maart 1962) is een Italiaanse schaker met een FIDE-rating van 2244 in 2015, eerder had hij de rating 2517. Hij is een internationaal meester (sinds 1993).
In november/december 2005 werd in Cremona, Italië, het 65e kampioenschap van Italië verspeeld dat met 8.5 uit 11 door Michele Godena gewonnen werd. Contin eindigde met 7.5 punt op de derde plaats.
In 2014 eindigde bij het Italiaanse kampioenschap op de twaalfde plaats.